# 福島海上保安部
福島海上保安部（ふくしまかいじょうほあんぶ）とは、福島県の太平洋沿岸を担任水域とする、海上保安庁の海上保安部の一つである。
英語表記はFukushima Coast Guard Office。庁舎は福島県いわき市小名浜にある。

## 沿革
- 1948年（昭和23年）5月1日：小名浜海上保安署として発足
- 1950年（昭和25年）6月1日：小名浜海上保安部に昇格
- 1971年（昭和46年）3月26日：港湾合同庁舎に移転
- 2003年（平成15年）4月1日：福島航路標識事務所を統合
- 2004年（平成16年）4月1日：福島海上保安部に名称変更
- 2010年（平成22年）3月8日：旧あぶくまの代替船として、高速高機能タイプPM型巡視船「あぶくま」を配属
- 2011年（平成23年）3月11日：東日本大震災により港湾合同庁舎1階水没
- 2012年（平成24年）7月8日：港湾合同庁舎1階等復旧完成
- 2013年（平成25年）6月27日：旧なついの代替船として、高速高機能タイプPM型巡視船「なつい」を配属
- 2015年（平成27年）1月20日：新港湾合同庁舎に移転

## 組織
- いわき市小名浜辰巳町11 小名浜港湾合同庁舎
- 部長
  - 次長
    - 管理課：地域防災対策官、総務係、渉外係
    - 警備救難課：専門官、鑑識官、国際取締官、警備係、救難係、外国人漁業対策係
    - 交通課：専門官、航行安全係、安全対策係
    - 巡視船 あぶくま
    - 巡視船 なつい
    - 巡視艇 てるかぜ

## 巡視船艇・灯台

### 巡視船
|                      |      | 全長 | 総トン数 |
| -------------------- | ---- | ---- | -------- |
| 巡視船「なつい」     | PM58 | 72m  | 650トン  |
| 巡視船「あぶくま」   | PM31 | 56m  | 335トン  |
| 巡視艇「てるかぜ」   | CL58 | 20m  | 26トン   |
| 監視取締艇「すばる」 |      |      |          |

### 灯台
塩屋埼灯台（しおやさき）
| 所在地   | 地上高 | 海面高（水面上から灯火まで） | 光度            | 光達距離             | 初点灯           |
| -------- | ------ | ---------------------------- | --------------- | -------------------- | ---------------- |
| いわき市 | 27.32m | 76.72m                       | 440,000カンデラ | 22.0海里（約40.7km） | 明治32年15月15日 |
| （初代） | 35.3m  |                              |                 | 23.0海里（42.6km）   |                  |

1899年（明治32年）12月15日：初点灯
1938年（昭和13年）11月5日：福島県東方沖を震源とする地震で多数の被害が生じたため、（レンズ大破、灯塔に多数の亀裂）安全策をとり爆薬により取り壊される。
1940年（昭和15年）3月30日：震災復旧工事完了、3等レンズに電球を使用した鉄筋コンクリート造の2代目塩屋埼灯台が完成
1945年（昭和20年）6月5日：爆撃機の機銃掃射により霧笛信号等破損
1945年（昭和20年）8月10日：空母艦載機の攻撃を受けレンズ等大破、21歳の灯台職員1名が殉職
1947年（昭和22年）5月5日：完全復旧
2011年（平成23年）3月11日：東日本大震災の影響で、灯ろうハリ板(ガラス)部全損、レンズ回転機構部損傷、灯塔に亀裂被害、敷地法面や通路等も甚大被害
2011年（平成23年）11月30日：応急復旧
2014年（平成26年）2月：復旧工事がほぼ完了
2014年（平成26年）2月22日：安全性の確認出来た事から、復旧完成記念式典を行う
2014年（平成26年）2月23日：灯台参観を再開
鵜ノ尾埼灯台（うのおさき）
| 所在地 | 地上高 | 海面高（水面上から灯火まで） | 光度            | 光達距離           | 初点灯          |
| ------ | ------ | ---------------------------- | --------------- | ------------------ | --------------- |
| 相馬市 | 15m    | 40m                          | 320,000カンデラ | 17.5海里（約32km） | 昭和28年2月10日 |

1958年（昭和28年）2月10日：初点灯
1962年（昭和37年）まで職員が居住していた。
2011年（平成23年）3月11日：東日本大震災の影響により電力線路が被害を受け消灯
2012年（平成24年）10月25日：電力線路が復旧し再点灯
小良ケ浜灯台（おらがはま）
| 所在地       | 地上高 | 海面高（水面上から灯火まで） | 光度            | 光達距離           | 初点灯          |
| ------------ | ------ | ---------------------------- | --------------- | ------------------ | --------------- |
| 双葉郡富岡町 | 12m    | 41m                          | 100,000カンデラ | 17.5海里（約32km） | 昭和30年3月28日 |

1955年（昭和30年）3月28日：初点灯
2011年（平成23年）3月11日：福島第一原子力発電所事故の影響により、送電の復旧ができず消灯
2013年（平成25年）3月：避難指示区域見直し、陸域警戒区域解除により電力復旧が進み送電が再開
2013年（平成25年）4月16日：復旧、再点灯
番所灯台（ばんどころ）
| 所在地   | 地上高 | 海面高（水面上から灯火まで） | 光度           | 光達距離           | 初点灯         |
| -------- | ------ | ---------------------------- | -------------- | ------------------ | -------------- |
| いわき市 | 11m    | 35m                          | 43,000カンデラ | 12.0海里（約22km） | 昭和3年5月15日 |

1928年（昭和3年）5月15日：「綱取埼灯竿」として建設、初点灯（県内2番目）
1955年（昭和30年）8月10日：「綱取埼灯台」から「番所灯台」に名称変更
2011年（平成23年）3月11日：東日本大震災により灯塔に亀裂被害
2013年（平成25年）9月：景観に配慮した灯台にリニューアル